# Granja (revista)
Granja fue una revista agropecuaria española de publicación mensual.

## Historia
Fundada por Albino Escobar García, el 1 de enero de 1953 apareció en Madrid esta revista cuyo temario principal versaba sobre avicultura, apicultura, cunicultura y ganadería, estando la Administración y Dirección en la calle Miguel Moya n.º 4 (junto a la plaza del Callao de Madrid).
En sus páginas se reflejaron los avances sanitarios, de alimentación y de material de la época, así como las ferias del Campo, Reus, Santander, Sevilla o Burgos, y otros acontecimientos como las Semanas de Estudio del Soybean Council of America, contando con la colaboración de destacados expertos españoles y extranjeros.
La revista Granja fue publicada de forma ininterrumpida durante veinticuatro años, siendo su último número el correspondiente a enero de 1977, dejando atrás 289 números. Ha sido considerada un clásico de las revistas agropecuarias españolas.